# Allorchestes carinata
Allorchestes carinata is een vlokreeftensoort uit de familie van de Dogielinotidae. De wetenschappelijke naam van de soort is voor het eerst geldig gepubliceerd in 1939 door Iwasa.